# Santiago (nome)
Santiago  è un nome proprio di persona spagnolo, catalano, galiziano e portoghese maschile.

## Varianti
- Ipocoristici
  - Catalano: Santi[2]
  - Portoghese: Tiago[1]
  - Portoghese brasiliano: Thiago[1], Thyago
  - Spagnolo: Santi[2], Tiago[3]

### Varianti in altre lingue
- Basco: Xanti[1][2]

## Origine e diffusione

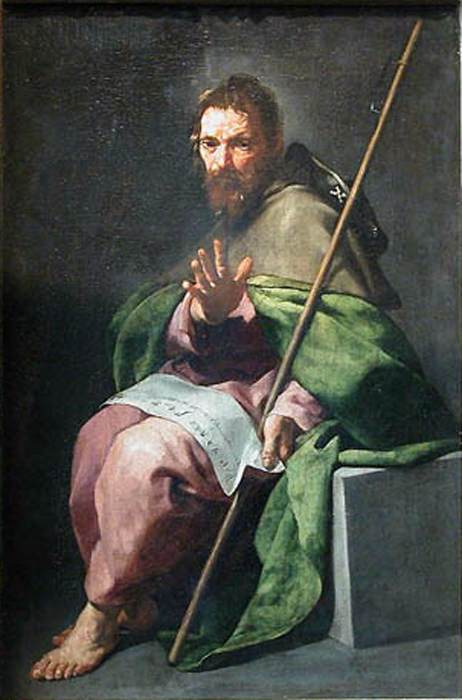
San Giacomo il Maggiore dipinto da Alonso Cano

Nome di origine medievale che significa letteralmente "san Giacomo", essendo formato dallo spagnolo santo ("santo") combinato con Yago, un'arcaica forma spagnola di Giacomo; nello specifico, si tratta di un nome devozionale che fa riferimento a san Giacomo il Maggiore, che è patrono della Spagna. Frequentemente viene considerato come un diretto corrispettivo di Giacomo.
Santiago è anche il nome di varie città in paesi ispanofoni, fra le quali si possono ricordare Santiago di Compostela e Santiago del Cile; l'uso del nome in paesi anglofoni, attestato dal XX secolo, è generalmente una ripresa di questi toponimi.
Secondo alcune fonti, il nome Diego potrebbe essere una forma abbreviata di Santiago, tuttavia è possibile anche un'origine indipendente.

## Onomastico
L'onomastico si festeggia il 25 luglio, in ricordo di san Giacomo il Maggiore, patrono della Spagna.
Con questo nome si annoverano anche due beati: Giacomo da Rafelbunol (al secolo Santiago Mestre Iborra), sacerdote e martire a Gilet, commemorato il 29 settembre, e Giacomo Alberione, fondatore, chiamato anche Santiago, ricordato il 26 novembre.

## Persone

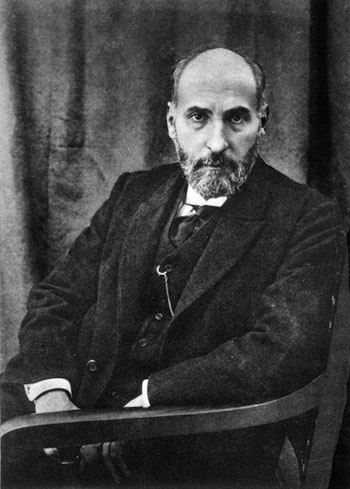
Santiago Ramón y Cajal

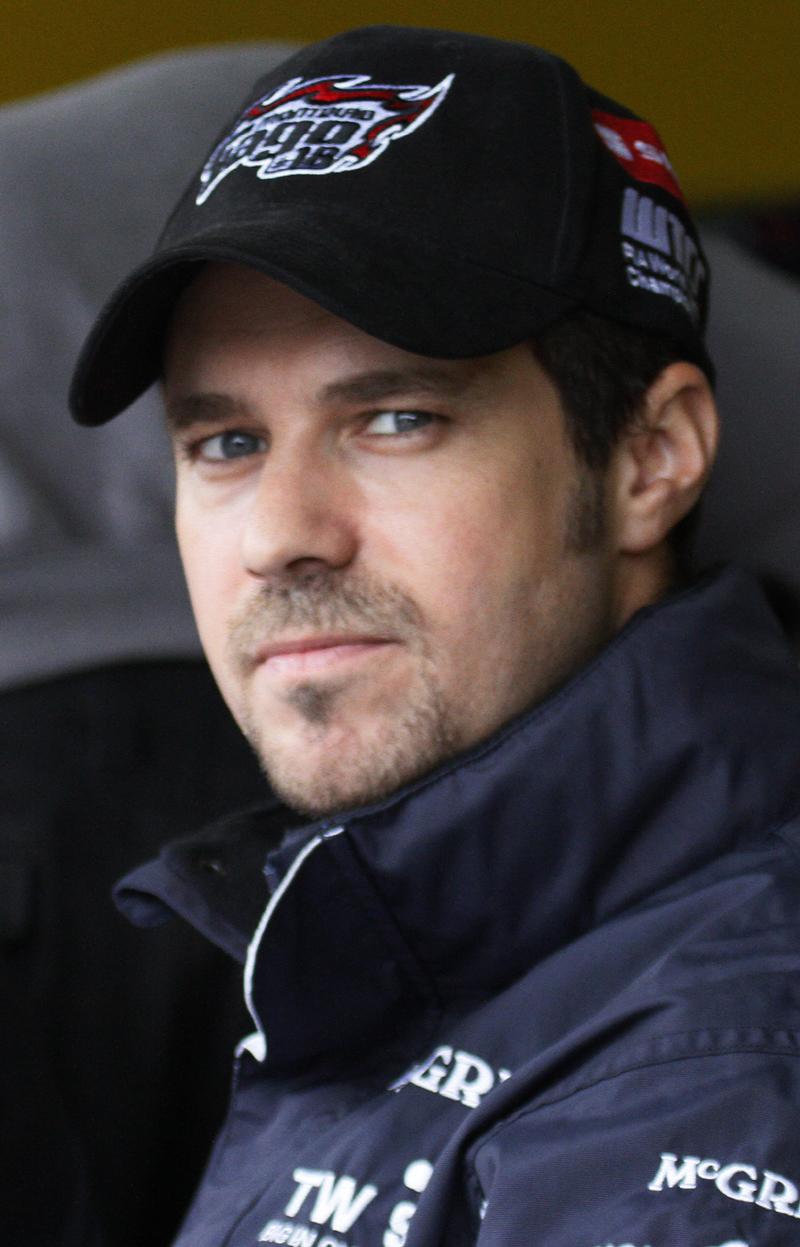
Tiago Monteiro

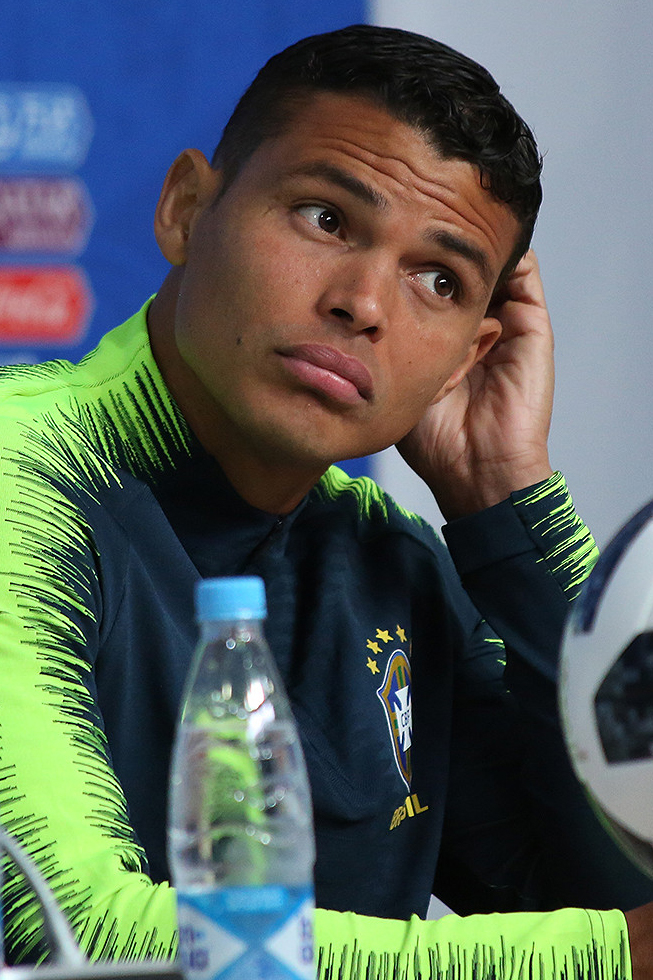
Thiago Silva

- Santiago Bernabéu, calciatore e allenatore di calcio spagnolo
- Santiago Botero, ciclista su strada colombiano
- Santiago Cabrera, attore cileno
- Santiago Calatrava, architetto, ingegnere e scultore spagnolo
- Santiago Carrillo, politico e scrittore spagnolo
- Santiago Cazorla, calciatore spagnolo
- Santiago Mariño, politico venezuelano
- Santiago Pérez, ciclista su strada spagnolo
- Santiago Ramón y Cajal, medico, istologo e patologo spagnolo
- Santiago Rodríguez Bonome, scultore spagnolo
- Santiago Rusiñol, pittore, scrittore, drammaturgo e giornalista spagnolo
- Santiago Vernazza, calciatore argentino

### Variante Tiago
- Tiago Alves, calciatore brasiliano
- Tiago Machado, ciclista su strada portoghese
- Tiago Mendes, calciatore portoghese
- Tiago Monteiro, pilota automobilistico portoghese
- Tiago Pinto, calciatore portoghese
- Tiago Polido, allenatore di calcio a 5 portoghese
- Tiago Splitter, cestista brasiliano naturalizzato spagnolo

### Variante Thiago
- Thiago Alcántara, calciatore brasiliano naturalizzato spagnolo
- Thiago Alves, artista marziale misto brasiliano
- Thiago Arancam, tenore brasiliano
- Thiago Cionek, calciatore brasiliano
- Thiago Fragoso, attore, conduttore televisivo e cantante brasiliano
- Thiago Lacerda, attore, doppiatore ed ex nuotatore brasiliano
- Thiago Monteiro, tennista brasiliano
- Thiago Motta, calciatore brasiliano naturalizzato italiano
- Thiago Pereira, nuotatore brasiliano
- Thiago Ribeiro, calciatore brasiliano
- Thiago Seyboth Wild, tennista brasiliano
- Thiago Silva, calciatore brasiliano
- Thiago Silva, artista marziale misto brasiliano

### Variante Thyago
- Thyago Alves, modello e attore brasiliano
- Thyago Piffer, giocatore di calcio a 5 brasiliano naturalizzato italiano

## Il nome nelle arti
- Santiago Muñez è un personaggio della serie di film Goal!.
- Santiago è un personaggio della serie di romanzi e film Twilight, creata da Stephenie Meyer.